# 黄安县 (明朝)
黄安县，中国旧县名。即今湖北省红安县。
明朝嘉靖四十二年（1563年），以麻城县的姜家畈置，以黄冈县和黄陂县之地益之。属黄州府。1931年12月，红四方面军占领县城，改名为红安。1949年4月5日，中国人民解放军第四野战军第43军攻占黄安县。此后行政区划上，属孝感专区。1952年，再度改名为红安县，属黄冈专区。